# Gieorgij Gromow
Gieorgij Wasiljewicz Gromow (ros. Георгий Васильевич Громов, ur. 19 marca?/1 kwietnia 1917 we wsi Olenino w obwodzie smoleńskim, zm. 26 września 1975 w Kijowie) – radziecki lotnik wojskowy, generał major lotnictwa, Bohater Związku Radzieckiego (1946).

## Życiorys
Skończył 6 klas, od 1932 mieszkał w Moskwie, gdzie pracował jako elektromonter i uczył się w aeroklubie, w 1937 został powołany do Armii Czerwonej. W grudniu 1938 ukończył wojskową lotniczą szkołę pilotów w Borisoglebsku i został młodszym lotnikiem Sił Powietrznych Leningradzkiego Okręgu Wojskowego, 1939-1940 uczestniczył w wojnie z Finlandią, potem został pomocnikiem komisarza pułku lotnictwa myśliwskiego ds. pracy komsomolskiej, a w listopadzie 1940 dowódcą klucza 147 pułku lotnictwa myśliwskiego w Leningradzkim Okręgu Wojskowym. Od 1940 należał do WKP(b), od czerwca 1941 brał udział w wojnie z Niemcami w składzie 147 pułku lotniczego działającego na obszarze podbiegunowym, walczył w obronie Murmańska, od stycznia 1942 do lipca 1942 był dowódcą eskadry, następnie nawigatorem pułku. Od lutego do kwietnia 1944 był zastępcą dowódcy pułku w składzie 7 Armii Powietrznej Frontu Karelskiego, później dowodził 515 pułkiem lotnictwa myśliwskiego na 1 Froncie Białoruskim, uczestniczył w operacji białoruskiej, wiślańsko-odrzańskiej i berlińskiej. Wykonał 402 loty bojowe i stoczył 64 walki powietrzne, zestrzeliwując 13 samolotów wroga. W 1950 ukończył wyższe kursy oficerskie, a w 1956 Wyższą Akademię Wojskową im. Woroszyłowa, dowodził 279 Dywizją Lotnictwa Myśliwskiego w Karpackim Okręgu Wojskowym, a od sierpnia 1961 do września 1963 lotnictwem 8 Samodzielnej Armii Obrony Przeciwlotniczej w Kijowie, następnie został zwolniony do rezerwy w stopniu generała majora lotnictwa.

## Odznaczenia
- Złota Gwiazda Bohatera Związku Radzieckiego (15 maja 1946)
- Order Lenina
- Order Czerwonego Sztandaru (trzykrotnie – 29 listopada 1941, 13 lipca 1942 i 1 lipca 1945)
- Order Aleksandra Newskiego (24 września 1943)
- Order Wojny Ojczyźnianej I klasy (18 września 1944)
- Order Czerwonej Gwiazdy
- Medal „Za zasługi bojowe”
- Medal „Za zwycięstwo nad Niemcami w Wielkiej Wojnie Ojczyźnianej 1941–1945”
- Medal „Za wyzwolenie Warszawy”
- Medal „Za zdobycie Berlina”